# O veličinama i udaljenostima
O veličinama i udaljenostima (Sunca i Mjeseca) (grč. Περὶ μεγεθῶν καὶ ἀποστημάτων [ἡλίου καὶ σελήνης]) je jedina sačuvana knjiga koju je napisao Aristarh sa Samosa. U ovoj knjizi Aristarh je izračunao veličinu Sunca i Mjeseca, kao i njihovu udaljenost od Zemlje.

## Kako je Aristarh odredio omjer udaljenosti Sunca i Mjeseca
Sunce, Mjesec i Zemlja nalaze se u prostoru na vrhovima trokuta kojemu se oblik mijenja u toku jednog mjeseca. Za vrijeme prve i zadnje četvrti, Aristarh je pretpostavio da oni čine pravokutan trokut. Ako se izmjeri kut između Sunca i Mjeseca φ, omjer udaljenosti Sunca i Mjeseca se može izračunati korištenjem trigonometrije.
Korištenjem skice (koja je prilično pojednostavljena jer u stvarnosti vrijedi S = 390 L) i trigonometrije možemo izračunati:
{\displaystyle {\frac {S}{L}}={\frac {1}{\cos \varphi }}=\sec \varphi .}
Aristarh je našao (nije poznato kako je to učinio) da kut između Sunca i Mjeseca φ iznosi 87°, pa se može izračunati:
{\displaystyle 18<{\frac {S}{L}}<20.}
Drugim riječima, Sunce otprilike 19 puta udaljenije od Mjeseca. Ovaj se izraz koristio sljedećih 2000 godina (do 17. stoljeća). Stvaran je omjer dvadeset puta veći. Aristarh je ustvari učinio malu pogrešku s obzirom na kut φ: umjesto 89°51’ izmjerio je 87°.
Omjer udaljenosti Sunca i Mjeseca pomaže da se odrede i njihov odnos veličina. Naime, kutni promjer Mjeseca i Sunca približno je jednak i iznosi oko 0.5°. Kutni promjer Mjeseca lako se i izravno mjeri. Za Sunce, zbog njegovog blijeska, izravan put je težak, pa mu se kutni promjer određuje na druga dva načina: ili iz vremena potrebnog da siđe pod obzor (horizont) ili kod pojave pomrčine Sunca. Pomrčina Sunca nedvosmisleno otkriva da su kutni promjeri Sunca i Mjeseca gotovo jednaki. Zbog te sasvim slučajne podudarnosti, omjer promjera Sunca i Mjeseca jednak je omjeru njihovih udaljenosti (s : l = S : L). Iz Aristarhova bi dakle mjerenja proizlazilo da je Sunce 19 puta veće od Mjeseca.

## Kako je udaljenost Mjeseca premjerena Zemljinim polumjerom
Aristarh je pronašao kako se promatranje pomrčine Mjeseca (prolazak Mjeseca kroz Zemljinu sjenu) iskoristi za određivanje Mjesečeve udaljenosti, mjerene Zemljinim polumjerom kao osnovnom mjerom. Pomrčina Mjeseca ovisi o rasporedu i veličini svih triju nebeskih tijela: Sunca, Zemlje i Mjeseca. Podatke koje je Aristarh dobio promatranjima, poboljšao je Hiparh, a i samu je metodu usavršio.
Ako se uzme u obzir sličnost trokuta, {\displaystyle {\frac {D}{L}}={\frac {t}{t-d}}\quad }   i {\displaystyle \quad {\frac {D}{S}}={\frac {t}{s-t}}.}
Ako se uzme u obzir da su kutni promjeri Mjeseca i Sunca približno jednaki, {\displaystyle {\frac {L}{S}}={\frac {\ell }{s}}}, dobiva se:
{\displaystyle {\frac {\ell }{s}}={\frac {t-d}{s-t}}\ \ \Rightarrow \ \ {\frac {s-t}{s}}={\frac {t-d}{\ell }}\ \ \Rightarrow \ \ 1-{\frac {t}{s}}={\frac {t}{\ell }}-{\frac {d}{\ell }}\ \ \Rightarrow \ \ {\frac {t}{\ell }}+{\frac {t}{s}}=1+{\frac {d}{\ell }}.}
Desni izraz se može riješiti za ℓ/t:
{\displaystyle {\frac {t}{\ell }}(1+{\frac {\ell }{s}})=1+{\frac {d}{\ell }}\ \ \Rightarrow \ \ {\frac {\ell }{t}}={\frac {1+{\frac {\ell }{s}}}{1+{\frac {d}{\ell }}}}.}
ili s/t:
{\displaystyle {\frac {t}{s}}(1+{\frac {s}{\ell }})=1+{\frac {d}{\ell }}\ \ \Rightarrow \ \ {\frac {s}{t}}={\frac {1+{\frac {s}{\ell }}}{1+{\frac {d}{\ell }}}}.}
Izgled izraza se može pojednostaviti korištenjem n = d/ℓ i x = s/ℓ.
{\displaystyle {\frac {\ell }{t}}={\frac {1+x}{x(1+n)}}}
{\displaystyle {\frac {s}{t}}={\frac {1+x}{1+n}}}
Sljedeći izrazi daju udaljenosti Mjeseca i Sunca premjerenih Zemljinim polumjerom:
{\displaystyle {\frac {L}{t}}=\left({\frac {\ell }{t}}\right)\left({\frac {180}{\pi \theta }}\right)}
{\displaystyle {\frac {S}{t}}=\left({\frac {s}{t}}\right)\left({\frac {180}{\pi \theta }}\right)}
gdje je: θ = kutni promjer Mjeseca i Sunca mjeren u stupnjevima.

## Oznake
U proračunima su uzete sljedeće oznake:
| Oznaka | Značenje                                                              |
| ------ | --------------------------------------------------------------------- |
| φ      | Kut između Mjeseca i Sunca za vrijeme prve četvrti (mjerenje)         |
| L      | Udaljenost od Zemlje do Mjeseca                                       |
| S      | Udaljenost od Zemlje do Sunca                                         |
| ℓ      | Polumjer Mjeseca                                                      |
| s      | Polumjer Sunca                                                        |
| t      | Polumjer Zemlje                                                       |
| D      | Udaljenost od centra Zemlje do vrha stožca što ga čini Zemljina sjena |
| d      | Polumjer Zemljine sjene na Mjesecu                                    |
| n      | Odnos d/ℓ (mjeri se za vrijeme pomrčine Mjeseca)                      |
| x      | Odnos S/L = s/ℓ (izračunava se nakon mjerenja φ)                      |

## Rezultati
Kada promatramo Sunce ono izgleda poput kugle kutnog promjera oko 0.5°. Kada bismo nogometnu loptu postavili na udaljenost od 50 metara, ona bi točno pokrivala Sunčevu ploču, pa možda stoga i nije čudno da su prva razmišljanja o Suncu vjerojatno vodila zaključku da se radi o običnoj vatrenoj lopti, prilično male veličine. Aristarh je najvjerojatnije bio prvi čovjek koji je shvatio da je Sunce u stvarnosti mnogo veće. Aristarh je najvjerojatnije bio prvi čovjek koji je shvatio da je Sunce u stvarnosti mnogo veće nego što izgleda. Premda je dakle Aristarh mislio da je Sunce samo 19 puta dalje nego Mjesec, i to je bilo dovoljno da mu postane jasno da je ono mnogo veće i od Mjeseca i od Zemlje i da to po svoj prilici znači da Zemlja vrti oko Sunca, a ne obratno. Tako je Aristarh postao prvi pobornik heliocentričnog sustava koji će postati prihvaćen tek gotovo 2000 godina kasnije.
Hiparh je poboljšao Aristarhova promatranja i otkrio da za vrijeme pomrčine Mjeseca u Zemljinu sjenu stanu 8/3 Mjesečeva promjera. Mjesec se među zvijezdama giba s brzinom od jednog kutnog promjera ili otprilike 0.5° u jednom satu, pa mu za prolazak kroz Zemljinu sjenu, tamo gdje je najšira, treba od početka ulaza do početka izlaza 8/3 sata (2 sata i 40 minuta). Na osnovu toga se moglo zaključiti da je Zemlja 2.7 puta veća od Mjeseca. 
Tablica koja pokazuje Aristarhove i današnje rezultate (osnova je polumjer Zemlje):
| Omjer | Odnos                                                    | Aristarh | Danas  |
| ----- | -------------------------------------------------------- | -------- | ------ |
| s/t   | Polumjer Sunca u odnosu na polumjer Zemlje               | 6.7      | 109    |
| t/ℓ   | Polumjer Zemlje u odnosu na polumjer Mjeseca             | 2.85     | 3.50   |
| L/t   | Udaljenost Zemlje i Mjeseca s obzirom na polumjer Zemlje | 20       | 60.32  |
| S/t   | Udaljenost Zemlje i Sunca s obzirom na polumjer Zemlje   | 380      | 23 500 |

Za usporedbu prema Hiparhovim mjerenjima i rezultatima, udaljenost Zemlje i Mjeseca s obzirom na polumjer Zemlje je 67, a prema Klaudiju Ptolomeju 59.